# Puente San Francisco de Paula
El Puente San Francisco de Paula o Puente de Cosenza es un puente de carretera en Cosenza, Italia, diseñado por el arquitecto español Santiago Calatrava. Fue inaugurado el 26 de enero de 2018.

## Descripción
El puente cruza el río Crati para conectar dos barrios de Cosenza, Contrada Gergeri y Via Reggio Calabria. Se planeó por primera vez en 2004 y se construyó como parte de un programa de regeneración a nivel regional, con un coste de aproximadamente 20 millones de euros, pagados en parte por el programa gubernamental Gescal, que originalmente estaba destinado a construir viviendas.
Se trata de un puente atirantado, con un solo pilono inclinado en un ángulo de 52°, que recuerda a un arpa, que se eleva 82 metros por encima de la plataforma de la carretera y apunta hacia el centro de la ciudad.  Está construido con acero, hormigón y piedra, y se prevé la futura construcción de una estructura de acero y vidrio para albergar a los peatones. El diseño de iluminación de Zumtobel Group, que utiliza LED.